# (317) Roxane
(317) Roxane est un astéroïde de la ceinture principale découvert par Auguste Charlois le 11 septembre 1891.
Il fut nommé en honneur de Roxane, la première épouse d'Alexandre le Grand.

## Satellite
Un satellite, provisoirement désigné S/2009 (317) 1, a été découvert par Merline et al. le 24 novembre 2009 grâce au système d'optique adaptative du télescope Gemini North. Le 14 novembre 2020, il reçoit sa désignation permanente et son nom : (317) Roxane I Olympias.
Il mesure environ 5 km de diamètre et a été observé à une distance de 245 km du primaire.